# Essência (álbum de Anderson Freire)
Essência é o primeiro álbum ao vivo do cantor brasileiro Anderson Freire lançado em dezembro de 2014 pela gravadora MK Music.
Foi gravado ao vivo na casa de shows I9, em São Gonçalo, no dia 31 de julho de 2014 e contou com as participações de Bruna Karla, Fernanda Brum, Gisele Nascimento e D. Luisa, a mãe do cantor.

## Faixas do CD
1. Efésios 6
2. Canção do Céu
3. Identidade (Part. Bruna Karla)
4. Coração Valente
5. Não é Tarde (Part. Fernanda Brum)
6. Abra os Meus Olhos / Fidelidade / Quero Descer / Advogado Fiel / O Todo Poderoso / Sete Trombetas / Sou Humano / Ressuscita-me
7. Primeira Essência (Jardim Particular) - (Part. Irmãos Freire)
8. Colisão
9. Raridade
10. O mapa do tesouro
11. Ele chegou
12. Força e Sabedoria
13. A Igreja Vem - Porque Ele vive

## Faixas do DVD
1. Introdução
2. Efésios 6
3. Canção do Céu
4. Identidade (feat. Bruna Karla)
5. Coração Valente
6. Não é Tarde (feat. Fernanda Brum)
7. Medley
8. Recordações (feat. Mãe D. Luiza)
9. Primeira Essência (Jardim Particular) (Part. Irmãos Freire)
10. Acalma o Meu Coração
11. Imperfeito
12. Colisão
13. Raridade
14. Bom Samaritano
15. O Mapa do Tesouro (feat. Gisele Nascimento)
16. Ele Chegou
17. Força e Sabedoria
18. A Igreja Vem / Porque Ele Vive
19. Porque Ele Vive (A Capela)